# Idiomorph
Idiomorph (von griech. ídios „eigen“, morphé „Gestalt“) ist eine Bezeichnung für ein Mineral, das seine Eigengestalt voll entwickelt hat. Das bedeutet, dass es über gut ausgeprägte Kristallflächen und eine charakteristische Geometrie verfügt. Die Eigengestalt eines Minerals hängt unmittelbar von seiner kristallographischen Struktur ab. Idiomorphe Minerale bilden sich, wenn sie in ihrem Wachstum nicht räumlich eingeengt werden. Beispiele sind etwa Kluftminerale, die in Hohlräumen im Gestein wachsen, oder früh aus einer Gesteinsschmelze (Magma) kristallisierende Minerale (Einsprenglinge in vulkanischen Gesteinen).
Das Gegenteil zu idiomorph ist xenomorph (fremdgestaltig). Nur teilweise eigengestaltige Minerale werden als hypidiomorph bezeichnet.

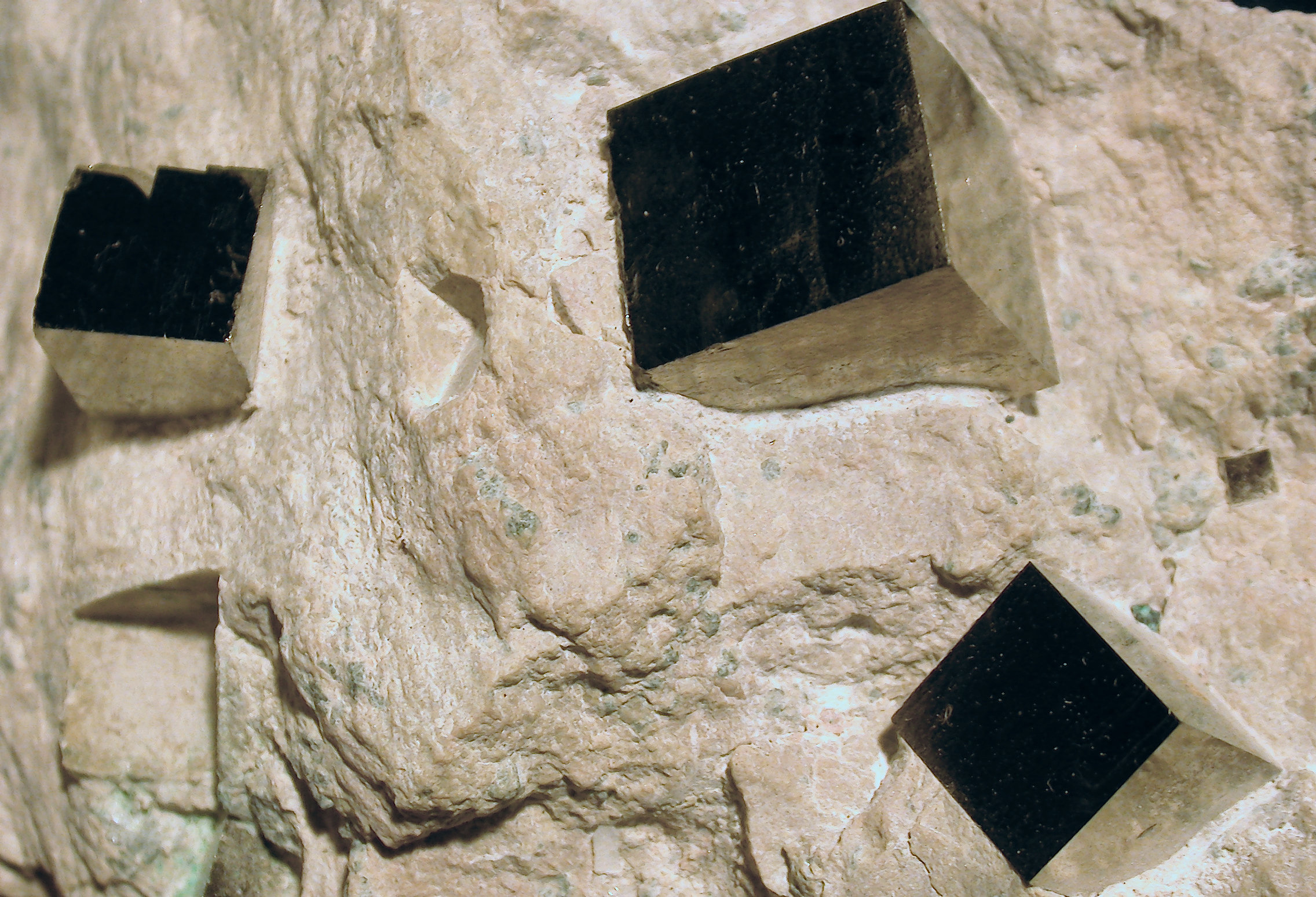
Pyritwürfel (idiomorph) im Muttergestein
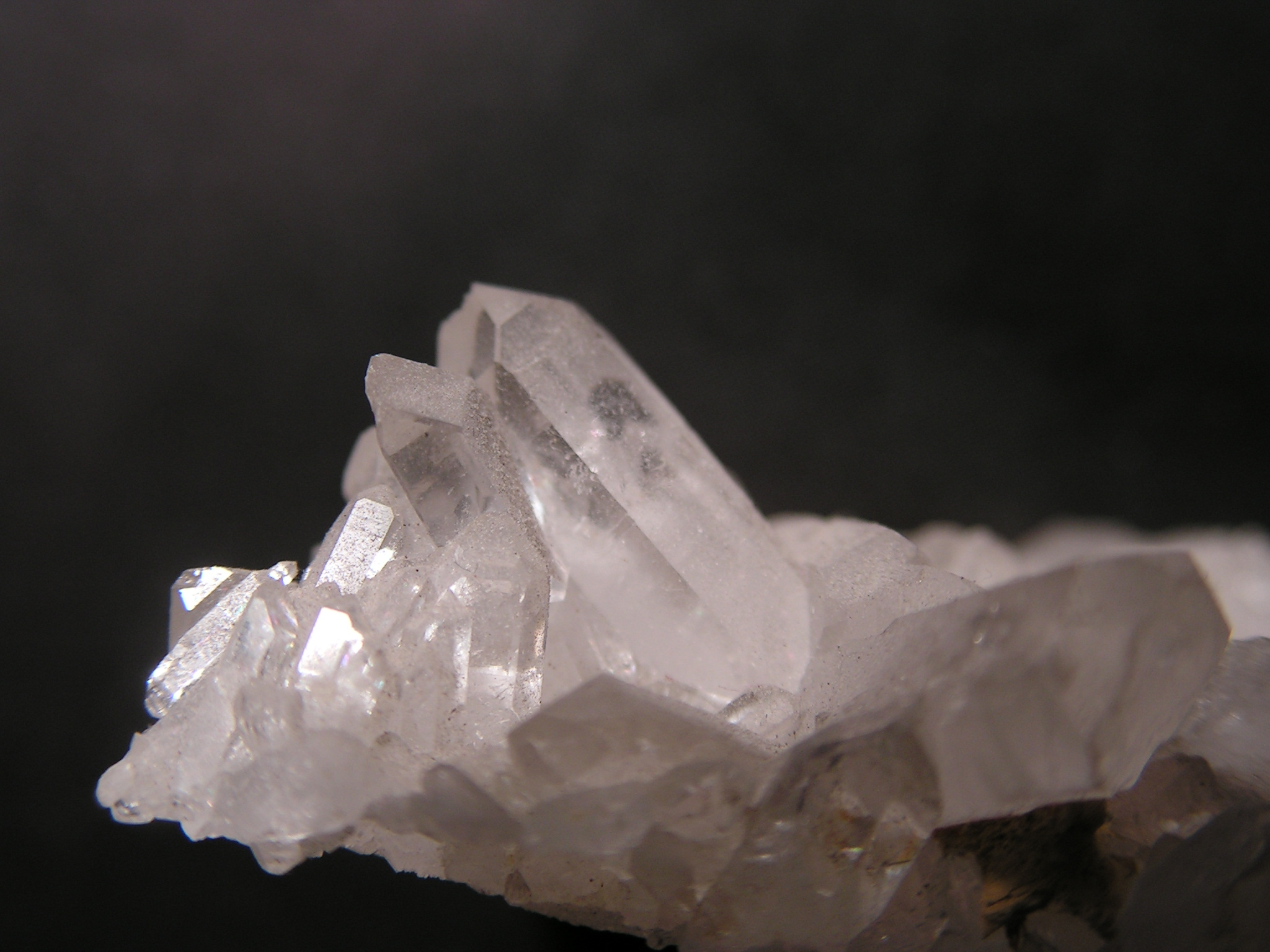
Idiomorphe Quarzkristalle
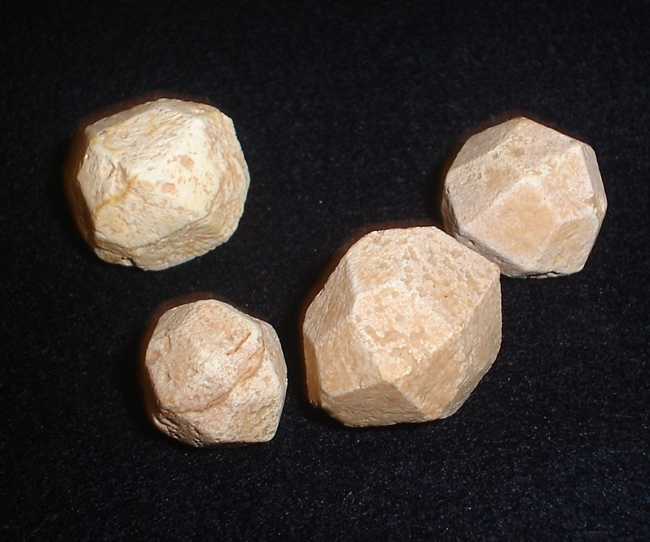
Pseudo-Leucit aus Brasilien
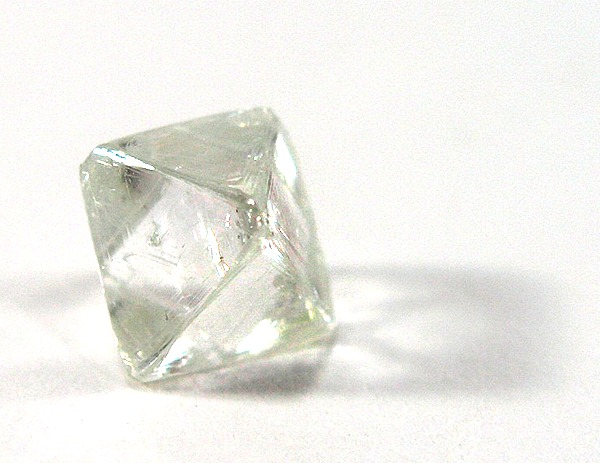
Idiomorpher Diamantkristall
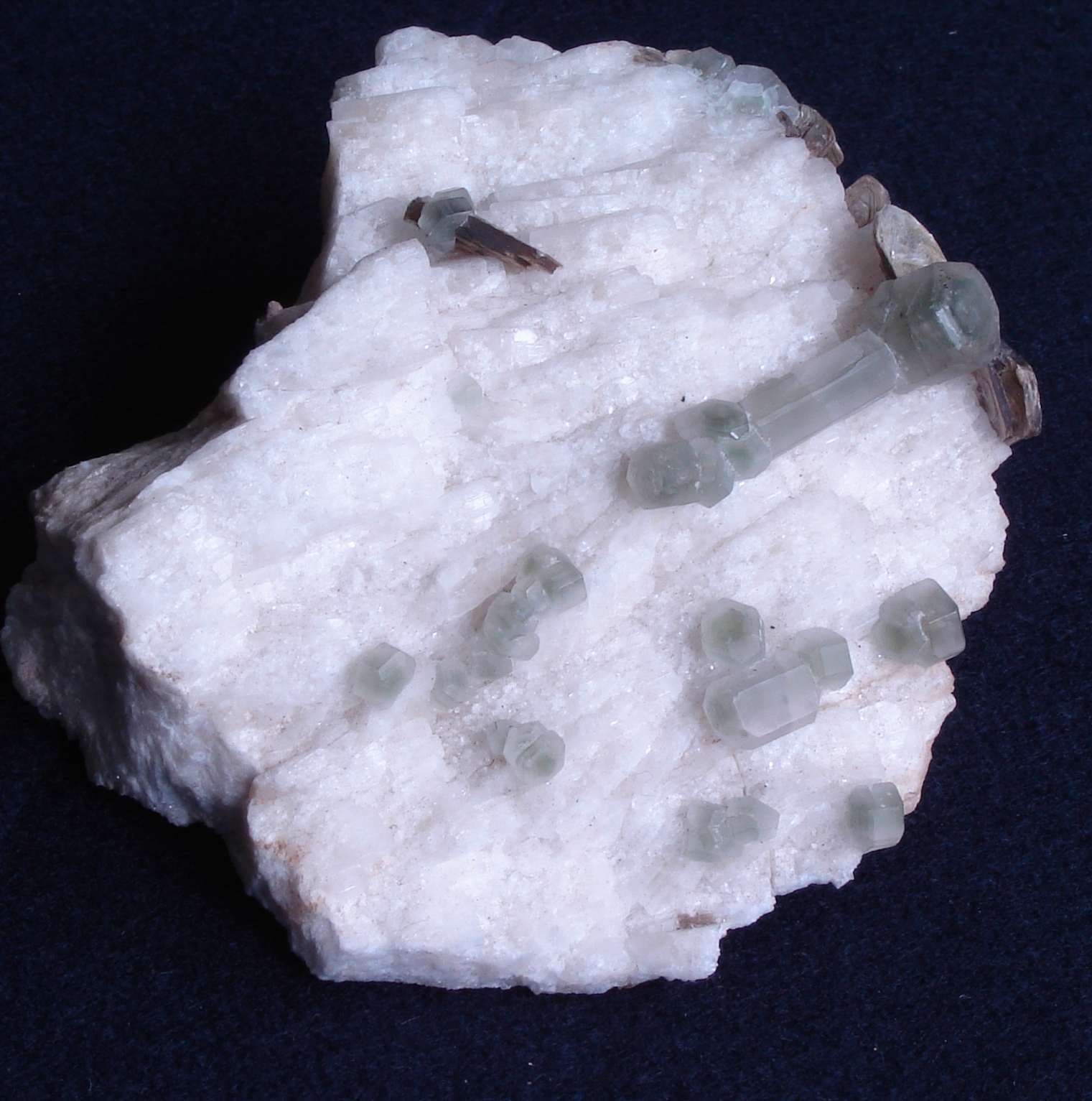
Idiomorphe Apatitkristalle auf Feldspat
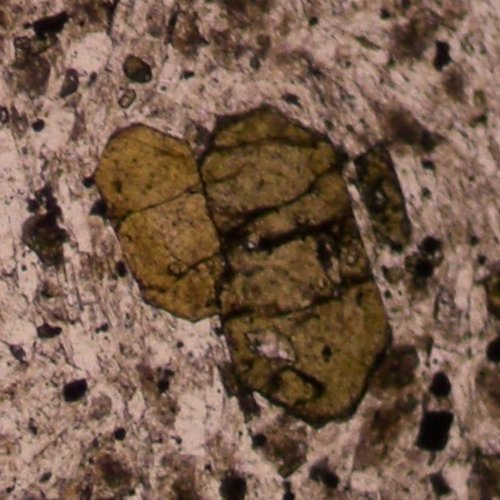
Scharf umgrenzte idiomorphe Einsprenglinge in einem magmatischen Gestein (Dünnschliff)
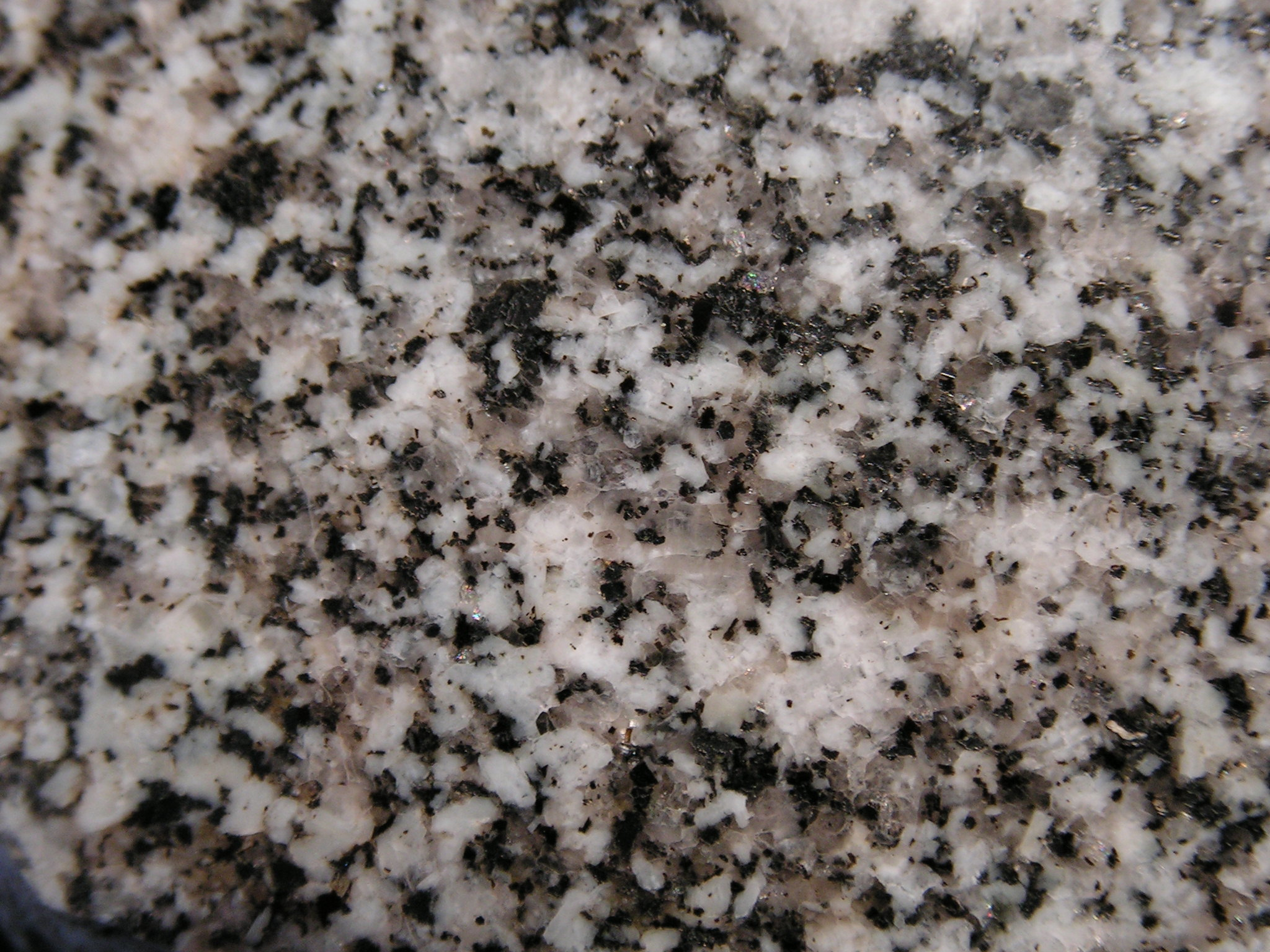
Im Gegensatz dazu: Xenomorpher Quarz (grau) in einem Gestein neben Feldspat (weiß) und mafischen Mineralen (schwarz)